# 34126 Cornaa
34126 Cornaa este o planetă minoră (asteroid), cu un diametru de 5,499 km, din centura de asteroizi. A fost descoperită pe 23 august 2000 la Osservatorio Astronomico di Gnosca⁠(d) de Stefano Sposetti⁠(d). 
Obiectul prezintă o orbită caracterizată de o semiaxă mare de 2,7580512 UAi, o excentricitate de 0,16, o înclinație de 1,05655 ° în raport cu ecliptica.